# Hernán Brücher Encina
Raúl Hernán Brücher Encina (Iquique, 31 de agosto de 1919 - Coquimbo, 10 de octubre de 2006), fue un abogado y político radical chileno. Hijo de Luis Ernesto Brücher y Ester Encina. Contrajo matrimonio con Mabel Irene MacFarlane Chellew (1945).

## Actividades profesionales
Hizo sus estudios en el Liceo Alemán de Santiago y en la Facultad de Derecho de la Universidad de Chile, donde juró como abogado en septiembre de 1946, con una tesis que versó Estudio de la personalidad de delincuentes chilenos.
Ejerció en criminología y leyes sociales en Antofagasta y Santiago. Secretario de la comisión provincial de reclamos de Medicina Preventiva del Ministerio de Salubridad (1946), luego fue secretario del mismo Ministerio.
Abogado del Consejo de Defensa Fiscal de Antofagasta (1949) y Juez de Policía Local de la misma Municipalidad (1951). Consejero de la Caja de Empleados Públicos (1953-1960).

## Actividades políticas
Militante del Partido Radical, fue presidente de la asamblea de la colectividad en Antofagasta (1949) y vicepresidente (1950). Fue miembro de la Convención Radical de 1949 y 1951.
Elegido Diputado por la 2ª agrupación departamental de Antofagasta, Taltal y Tocopilla (1953-1957), integrando la comisión permanente de Trabajo y Legislación Social.
Reelegido Diputado por la misma agrupación (1957-1961 y 1961-1965), formando parte de la comisión permanente de Economía y Comercio y la de Hacienda.
Viajó a Estados Unidos invitado por el Departamento de Estado de dicho país (1962).
Fue designado alcalde de Chañaral el 25 de septiembre de 1974, desempeñando dicho cargo hasta el 31 de enero de 1975.

## Otras actividades
Fue miembro del Colegio de abogados, socio del Club Deportivo Universidad de Chile y del Automóvil Club.
Fue Conservador de Bienes Raíces de Coquimbo (1996).